# Комитет Совета Федерации по экономической политике

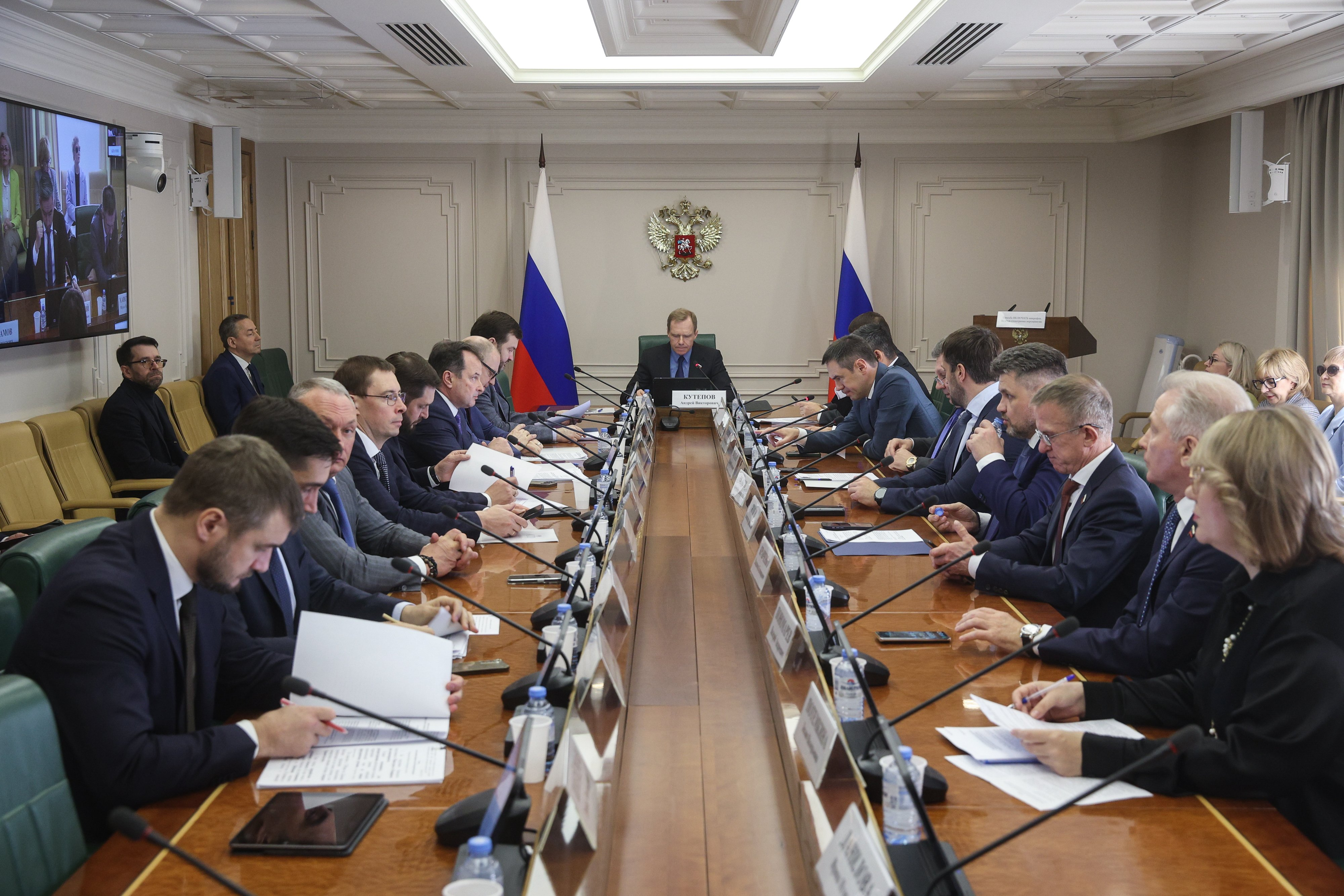
Очередное заседание Комитета под председательством Кутепова А. В.

Комитет Совета Федерации по экономической политике сформирован 25 ноября 2011 года.
Председатель Комитета — Кутепов Андрей Викторович. В составе Комитета 21 сенатор — член Совета Федерации Федерального собрания России.
Ранее Комитет носил название по вопросам экономической реформы, собственности и имущественных отношений (первый этап формирования Совета Федерации — 1994—1996); по вопросам экономической политики (второй этап формирования — 1996—2001); по экономической политике, предпринимательству и собственности (третий этап формирования — 2002—2011).

## Состав Комитета
| №  | Сенатор Российской Федерации | ФИО сенатора | Должность в Комитете                     | Регион, делегировавший сенатора                                                                      |
| -- | ---------------------------- | --- | ---------------------------------------- | --- |
| 1  |                              | Кутепов Андрей Викторович (утверждён 29 мая 2019 года, № 190-СФ; переутверждён 6 октября 2021 года, № 440-СФ)                        | Председатель Комитета                    | Сенатор РФ от Законодательного Собрания Санкт-Петербурга                                             |
| 2  |                              | Абрамов Иван Николаевич (переутверждён Постановлением СФ от 25 сентября 2023 года, № 552-СФ)                                         | Первый заместитель председателя Комитета | Сенатор РФ от исполнительной власти Амурской области                                                 |
| 3  |                              | Синицын Алексей Владимирович (переутверждён Постановлением СФ от 25 сентября 2023 года, № 552-СФ)                                    | Первый заместитель председателя Комитета | Сенатор РФ от исполнительной власти Кемеровской области ― Кузбасса                                   |
| 4  |                              | Ворона Дмитрий Николаевич (введён в состав Комитета Постановлением СФ от 25 сентября 2023 года, № 552-СФ)                            | Заместитель председателя Комитета        | Сенатор РФ от законодательного (представительного) органа государственной власти Запорожской области |
| 5  |                              | Трембицкий Александр Александрович                                                                                                   | Заместитель председателя Комитета        | Сенатор РФ от Законодательного Собрания Краснодарского края                                          |
| 6  |                              | Фёдоров Юрий Викторович | Заместитель председателя Комитета        | Сенатор РФ от Государственного Совета Удмуртской Республики                                          |
| 7  |                              | Хапсироков Мурат Крым-Гериевич | Заместитель председателя Комитета        | Сенатор РФ от Государственного Совета ― Хасэ Республики Адыгея                                       |
| 8  |                              | Борщев Михаил Михайлович (введён в состав Комитета Постановлением СФ от 9 октября 2024 года, № 397-СФ)                               | Член Комитета                            | Сенатор РФ от Тульской областной думы                                                                |
| 9  |                              | Брыксин Александр Юрьевич | Член Комитета                            | Сенатор РФ от Курской областной думы                                                                 |
| 10 |                              | Васильев Валерий Николаевич (введён в состав Комитета Постановлением СФ от 25 сентября 2023 года, № 552-СФ)                          | Член Комитета                            | Сенатор РФ от Ивановской областной думы                                                              |
| 11 |                              | Геремеев Сулейман Садулаевич | Член Комитета                            | Сенатор РФ от исполнительной власти Чеченской республики                                             |
| 12 |                              | Евстифеев Иван Александрович (введён в состав Комитета Постановлением СФ от 25 сентября 2023 года, № 552-СФ)                         | Член Комитета                            | Сенатор РФ от исполнительной власти Омской области                                                   |
| 13 |                              | Жуков Александр Аркадьевич (введён в состав Комитета частью второй Постановления Совета Федерации от 25 октября 2023 года, № 603-СФ) | Член Комитета                            | Сенатор РФ от Верховного Совета Республики Хакасия                                                   |
| 14 |                              | Калашник Сергей Викторович | Член Комитета                            | Сенатор РФ от Костромской областной думы                                                             |
| 15 |                              | Калашников Виктор Дмитриевич (введён в состав Комитета пунктом 4 Постановления Совета Федерации от 9 октября 2024 года, № 397-СФ     | Член Комитета                            | Сенатор РФ от Законодательной думы Хабаровского края                                                 |
| 16 |                              | Каноков Арсен Баширович | Член Комитета                            | Сенатор РФ от исполнительного органа власти Кабардино-Балкарской Республики                          |
| 17 |                              | Кравченко Владимир Казимирович | Член Комитета                            | Сенатор РФ от Законодательной думы Томской области                                                   |
| 18 |                              | Пономарёв Валерий Андреевич | Член Комитета                            | Сенатор РФ от Законодательного Собрания Камчатского края                                             |
| 19 |                              | Тресков Игорь Борисович | Член Комитета                            | Сенатор РФ от исполнительной власти Московской области                                               |
| 20 |                              | Хапочкин Андрей Алексеевич (введён в состав Комитета пунктом 4 Постановления Совета Федерации от 25 сентября 2024 года, № 391-СФ     | Член Комитета                            | Сенатор РФ от Сахалинской областной думы                                                             |
| 21 |                              | Шохин Андрей Станиславович (введён в состав Комитета пунктом 4 Постановления Совета Федерации от 25 сентября 2024 года, № 391-СФ     | Член Комитета                            | Сенатор РФ от исполнительной власти Владимирской области                                             |

## Вопросы Комитета
К вопросам ведения Комитета Совета Федерации по экономической политике относятся:
1) вопросы социально-экономического развития государства на долгосрочную и краткосрочную перспективу, основы государственного регулирования экономики, стратегическое планирование;
2) внешнеэкономическая деятельность;
3) промышленная политика;
4) инвестиционная политика;
5) вопросы развития и совершенствования национальной транспортной системы;
6) вопросы развития перспективных направлений средств коммуникаций и современной почтовой связи;
7) вопросы развития энергетики, энерготехнологий, топливно-энергетического комплекса, ядерной энергетики, производства и использования топливно-энергетических ресурсов и ядерных материалов, энергетической безопасности;
8) торговая деятельность;
9) вопросы геологического изучения и использования недр, учёта участков недр, воспроизводства минерально-сырьевой базы Российской Федерации, в том числе континентального шельфа и исключительной экономической зоны Российской Федерации;
10) вопросы промышленной безопасности;
11) антимонопольное регулирование;
12) деятельность хозяйствующих субъектов;
13) предпринимательская деятельность;
14) корпоративное управление;
15) развитие среднего и малого бизнеса;
16) свободные экономические зоны и особые экономические зоны, специальные административные районы, территории с особыми условиями ведения предпринимательской деятельности;
17) регулирование процедур банкротства;
18) экономическое обоснование бюджетной политики;
19) ценовая и тарифная политика;
20) регулирование оценочной деятельности;
21) лицензирование и обязательное страхование;
22) регулирование и защита собственности, прав собственности в сфере производства, распространения и реализации товаров и услуг;
23) приватизация государственного и муниципального имущества;
24) реклама;
25) коммерческая тайна;
26) (абзац исключен);
27) защита отечественных производителей товаров и услуг;
28) инфраструктурные комплексы;
29) техническое регулирование и обеспечение единства измерений, стандартизация и сертификация;
30) соглашения о разделе продукции;
31) саморегулируемые организации субъектов предпринимательской деятельности;
32) стимулирование экономической деятельности хозяйствующих субъектов методами таможенного регулирования, вопросы Таможенного союза и правил Всемирной торговой организации;
33) экономические аспекты космической деятельности;
34) вопросы цифровой трансформации экономики, инноваций, информационной инфраструктуры;
35) вопросы развития возобновляемой энергетики;
36) деятельность естественных монополий;
37) законодательное обеспечение производства, оборота и продажи табака и табачных изделий.